# Typhlodromips culmulus
Typhlodromips culmulus är en spindeldjursart som först beskrevs av van der Merwe 1968.  Typhlodromips culmulus ingår i släktet Typhlodromips och familjen Phytoseiidae. Inga underarter finns listade i Catalogue of Life.